# Boys Ranch
Boys Ranch è un census-designated place (CDP) situato nella parte nord-orientale della contea di Oldham, nel Texas, Stati Uniti, dove un tempo sorgeva il vecchio capoluogo della contea, Tascosa. Si trova lungo la U.S. Route 385 a nord-est della città di Vega, il capoluogo della contea di Oldham. Sebbene Boys Ranch non sia incorporata (cioè un'entità senza amministrazione), ha un ufficio postale con lo ZIP code 79010. Boys Ranch è una comunità residenziale abitata perlopiù da ragazzi e ragazze dai 5 ai 18 anni. È stata fondata nel 1939 da Cal Farley per i giovani in difficoltà e oggi è un census-designated place. Il CDP è comparso in un censimento, per la prima volta, in quello del 2010, ed aveva una popolazione di 282 abitanti.

## Geografia fisica
Secondo l'Ufficio del censimento degli Stati Uniti, ha una superficie totale di 1,61 mi² (4,17 km²).

## Società

### Evoluzione demografica
Secondo il censimento del 2010, la popolazione era di 282 abitanti.

## Cultura
L'istruzione nella località di Boys Ranch è fornita dal Boys Ranch Independent School District, del quale fanno parte varie scuole tra cui Boys Ranch High School, Mimi Farley Elementary e Blakemore Middle School.